# Jerzy Antczak
Jerzy Antczak est un réalisateur polonais né à Volodymyr-Volynsky, (autrefois en Pologne, aujourd'hui en Ukraine), le 25 décembre 1929,,.

## Biographie
Diplômé de l'École nationale de cinéma de Łódź en 1953, il devient le directeur du Théâtre 7:15 de Łódź en 1957. De 1959 à 1963, il dirige le centre de télévision de Łódź, puis devient le chef du Teatr Telewizji, la section chargée de production et émission de productions théâtrales au sein du groupe de télévision publique polonaise Telewizja Polska.
Son film Nuits et Jours partage le Lion d'or avec La Terre de la grande promesse d'Andrzej Wajda au Festival du film polonais de Gdynia de 1975. Projeté lors de la Berlinale 1976 il remporte l'Ours d'argent de la meilleure actrice pour Jadwiga Barańska. Il sera également nommé pour l'Oscar du meilleur film en langue étrangère en 1977.
Depuis 1979, l'artiste vit aux États-Unis où il occupe la chaire de professeur à l'Université de Californie à Los Angeles.
En 2002, son long-métrage Chopin - Pragnienie miłościaux revient sur l'amour tumultueux entre le célèbre compositeur et George Sand. Le film recevra un Gold Award for Best Cinematography et un Platinum Award for Best Drama au Houston Film Festival en 2003.
Le 29 octobre 2008, il reçoit la médaille d'or du Mérite culturel polonais Gloria Artis des mains du ministre de la Culture Bogdan Zdrojewski.

## Décorations
- Commandeur de l'Ordre Polonia Restituta : chevalier en 1964, officier en 1970, commandeur en 1976

## Filmographie partielle
- 1968 : Hrabina Cosel
- 1971 : Epilog norymberski
- 1975 : Nuits et Jours (Noce i dnie)
- 1995 : La Dame aux camélias (pl)
- 2002 : Chopin : Le Désir d'amour (Chopin. Pragnienie milosci)